# 埃罗·萨利斯马
埃罗·萨利斯马（芬蘭語：Eero Salisma，1916年12月16日—1998年7月19日），芬兰男子冰球运动员，场上位置是后卫。他曾代表芬兰国家队参加1952年冬季奥林匹克运动会冰球比赛，获得第7名。